# Nylon

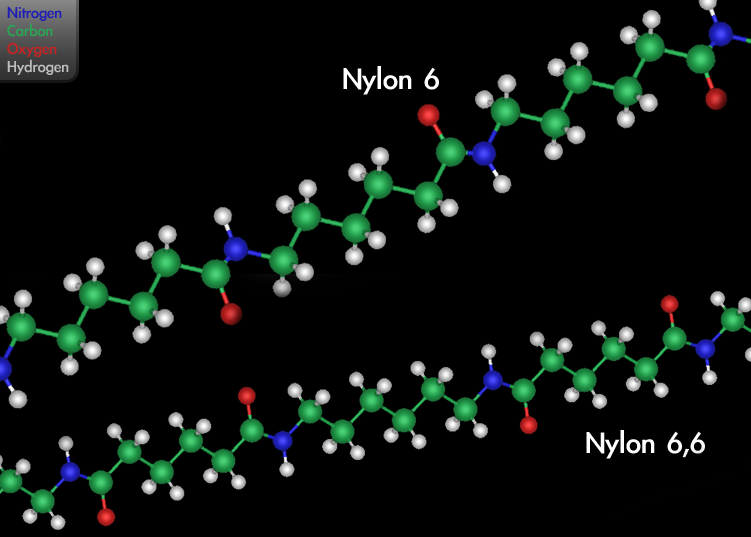

Nylon betecknar en grupp syntetfibrer av polyamid.  Nylon var från början ett varumärke som lanserades av DuPont 1938 men blev med tiden ett allmängiltigt varumärkesord. På engelska har nylons blivit synonymt med damstrumpor. Under andra världskriget användes nylon för militära ändamål, t.ex. som ersättning för hampa och siden i fallskärmar.

## Historia
Ett par seglivade skrönor är att namnet Nylon kommer från städerna New York (NY) och London (LON), för att hedra de två lagen som samtidigt både i New York och London skulle ha upptäckt syntetfibrer och därför skulle de dela på namnet. En annan historia är att namnet skall vara förkortning av "Now You've Lost, Old Nippon" och syftar då på att marknaden för silke skulle försvinna för Japan, nu när man kunde göra en liknande konstgjord fiber. Inget av detta stämmer och London hade inget med nylonuppfinningen att göra; däremot presenterades nylonstrumpor på New York-mässan 1939.
Sanningen är att uppfinnaren Wallace Carothers på Dupont 1935 upptäckte att han efter sju års forskning fått fram en tunn konstgjord tråd som liknade silke. Arbetsnamnet på den lyckade blandningen var "Fiber #66". Nu behövde man ett mer säljande namn till konsumenterna och en namnkommitté kom på över 400 olika namn. Ett var Duparooh en förkortning av "DuPont Pulls A Rabbit Out Of the Hat" ett annat No Run, som gillades och med litet ändringar blev baklänges "Nylon", för tråden var inte så stark att den kunde heta No Run.
DuPont erhöll patentet den 20 september 1938 för "Synthetic fiber" (patent US 2130948, ansökan 9 april 1937) efter att Carothers redan fått flera patent under utvecklingens gång. DuPont började marknadsföra nylon under 1938, men Carothers fick aldrig uppleva detta då han var sjukligt deprimerad och hade tagit livet av sig med cyanid året innan.
Den första kommersiella nylonprodukten var en tandborste med nylonstrå. ”Dr West´s Miracle Tuft Tooth-brush” började säljas den 24 februari 1938 av DuPont i Delaware. De första nylonstrumpor fanns till salu den 15 maj 1940 (N-day). Det första partiet i Sverige (27 660 par) anlände från New York den 3 jan 1947.

## Framställning
Framställningen av nylonfibrer bygger på att en tvåhövdad amin och en tvåhövdad karboxylsyra träffar på varandra i gränsskiktet mellan två vätskefaser. Amino- och karboxylsyregrupperna binder till varandra direkt, vilket leder till polymerkedjorna. Salter och anjoner av karboxylsyror binder sig samman och bildar karboxyloxider.
Typisk reaktionsformel:
{\displaystyle ...-R-CO-OH+H_{2}N-R'-NH_{2}+HO-CO-R-...\rightarrow }
{\displaystyle \rightarrow 2H_{2}O+...-R-CO-NH-R'-NH-CO-R-...}

### Tillverkningsprocess
Syntes av nylon i en kontinuerlig process kan gå till på följande sätt: 
Råmaterial är luft, vatten och stenkol
1. Stenkolen brännes, varvid erhålles koks, lysgas och stenkolstjära. Nu börjar flera parallella processer:
2. När koksen kommer ut ur gasugnen släcks den med vatten, och ur vattenångan som bildas utvinns vätgas och syrgas.
3. Tjäran är basmaterial för ett stort antal tekniska produkter, bl.a. det fenol, som behövs vid nylonsyntesen.
4. Ur luft utvinns kvävgas, och med väte från processteg 2 erhålls ammoniak.
5. Av vätgas från steg 2 och fenol från steg 3 görs cyklohexanol.
6. Av cyklohexanol och syre från steg 2 görs adipinsyra.
7. Ammoniak från steg 4 + adipinsyra ger hexametylendiamin.
8. Genom ytterligare tillförsel av adipinsyra till hexametylendiamin fälls nylonsalt (kaprolaktam = hexametylen-diamin-adipat)
9. Nylonsaltet hettas upp under tryck i en autoklav varvid nylonsaltet polymeriseras till en oordnad hög med nylonfjäll.
10. Fjällen skakas i en så kallad hopper, så att de i en någorlunda jämn ström går vidare till en uppvärmningsanordning och smälter. En pump trycker ut smält nylon genom en horisontell hålskiva (spinndysa) med mycket små hål. Den smälta nylonen är seg och bildar sammanhängande spindelvävstunna fibrer som hänger ned under hålskivan.
11. Väl ute från hålskivan möter nylonfibrerna en luftfläkt, som kyler dem så att de stelnar.
12. Fibern kan nu slutbehandlas på två sätt:
  1. Antingen spolas upp på spolar i form av obruten fiber, som lämnar tillverkningsprocessen och går vidare till olika tillämpningar.
  2. Alternativt går fibern till ett sträckverk i flera steg, varvid fiberdiametern minskar.
13. Fibern skrynklas nu och huggs upp i småbitar, som packas i stora balar om ca 125 kg för vidare transport till spinnerier för tillverkning av spunnen nylontråd. Skrynklingen gör att de korta fibrerna hugger tag i varandra och inte glider så lätt. Detta bidrar till en stark tråd.

## Egenskaper
- Den naturliga färgen är vit.
- Som fiber är nylon mycket slitstark och elastisk.
- Dess elektriska isolationsförmåga är god.
- Nylon är svårt att limma.

## Tillämpningar

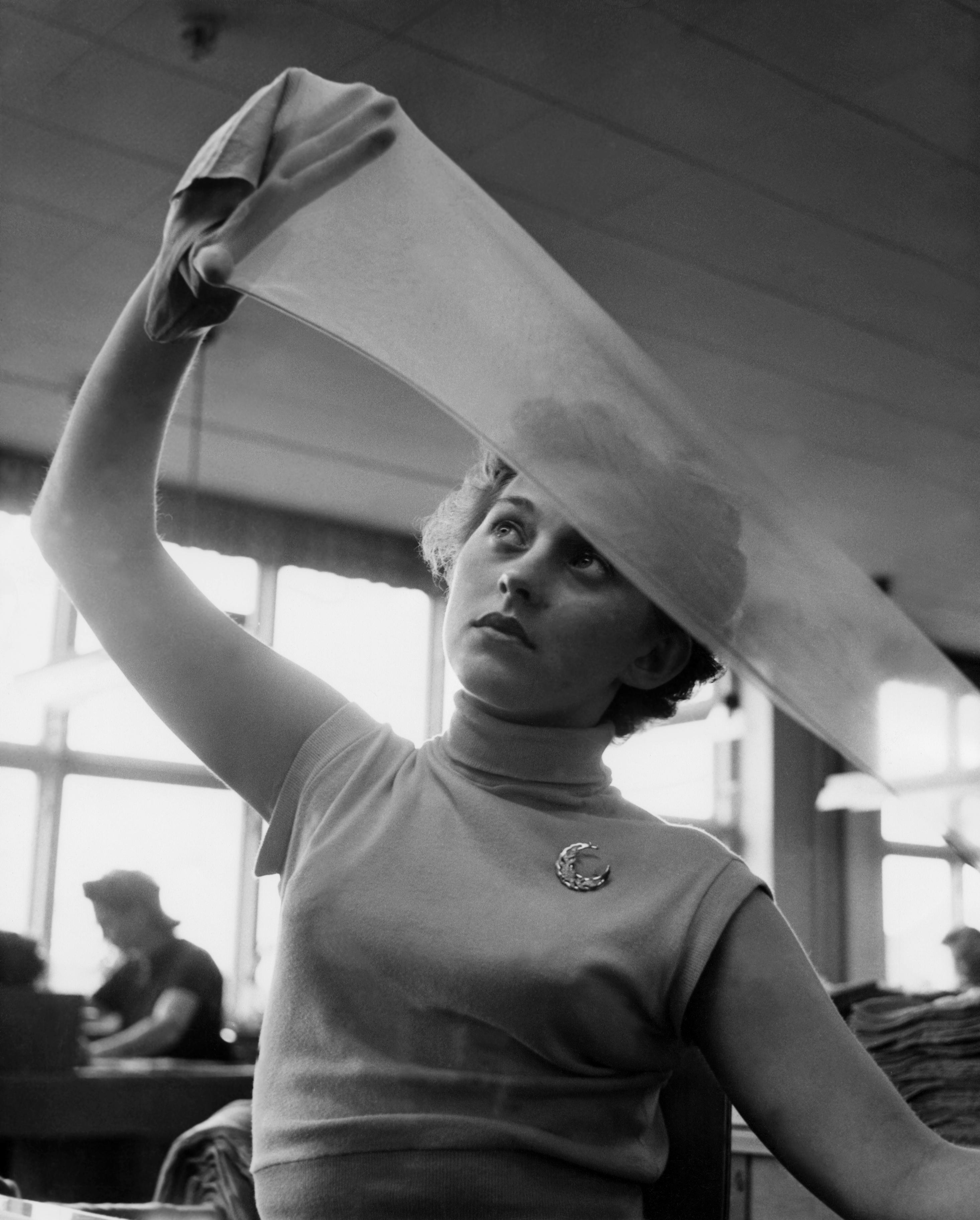
Nylonstrumpetillverkning vid Malmö Strumpfabrik 1954.

Nylon används inte bara i form av fibrer utan också i fast form till maskindelar, möbelbeslag och andra bruksföremål.
Fibrerna finns som textilie i kläder, som sportshorts och nylonstrumpor. De används även till rep och fiskenät med mera.
Ett nylonrep är elastiskt. Ett exempel, där denna egenskap kom väl till pass var när de Allierade under andra världskriget använde bogserlinor av nylon för de glidflygplan som vid vissa uppdrag användes som alternativ till fallskärmstrupper. Den elastiska bogserlinan motverkade de skadliga ryck som annars kunde uppstå i turbulent väder.
Små kugghjul och andra mekaniska smådelar, ofta med synnerligen komplexa former, tillverkas ofta av nylon. För sin elektriska isolationsförmåga används nylon till brickor, små skruvar och muttrar, där metall av tekniska skäl inte är tillåtet. 

## Kvaliteter och varianter
Nylon tillverkas i flera kvaliteter, och somliga är inte väderbeständiga (känsliga för UV-strålning). En väderbeständig kvalitet kallas nylon 11. Nylon 6 kallas perlon. Bri-Nylon är inregistrerat varumärke, som avser nylon tillverkat av det brittiska företaget Imperial Chemical Industries, PLC (ICI). 1983 utvecklade ICI stretchtyget Tactel. Varumärket ägs nu av DuPont.